# Suzanne Wurtz
Suzanne Wurtz, primo voto Bert, secundo voto Voyez, tertio voto Léone (ur. 26 grudnia 1900 w Paryżu, zm. 27 lipca 1982 w Aix-en-Provence) – francuska pływaczka z pierwszej połowy XX wieku, uczestniczka igrzysk olimpijskich.
Podczas VII Letnich Igrzysk Olimpijskich w Antwerpii w 1920 roku, dziewiętnastoletnia Wurtz wystartowała w dwóch konkurencjach pływackich. W wyścigu na 100 metrów stylem dowolnym z nieznanym czasem zajęła piąte miejsce w drugim wyścigu eliminacyjnym, co nie pozwoliło Francuzce zakwalifikować do finału. W wyścigu na 300 metrów stylem dowolnym z czasem 5:33,0 zajęła czwarte miejsce w trzecim wyścigu eliminacyjnym o odpadła z dalszej rywalizacji.
Wurtz reprezentowała klub USFSA.